# Coppa delle Alpi 1960
La Coppa delle Alpi 1960 è stata la prima edizione del trofeo istituito per squadre partecipanti ai campionati italiano e svizzero.
Il torneo era strutturato in due turni in cui le squadre italiane affrontavano quelle svizzere in partite di andata e ritorno; quattro squadre giocavano in Italia e quattro in Svizzera. La vittoria non andava ad una singola squadra, bensì alla lega nazionale che otteneva più punti. La delegazione italiana fu decisa direttamente dalla Lega Calcio sparpagliando le proprie squadre rispetto alla contemporanea Coppa dell'Amicizia.
La prima edizione della Coppa delle Alpi è stata vinta dall'Italia, che ha prevalso con 7 vittorie e 5 pareggi, contro le 4 affermazioni delle squadre svizzere. Il Catania è stata l'unica formazione a vincere sia in casa che in trasferta.
Alle squadre che compongono la selezione italiana, venne assegnata una coppa di dimensione ridotta.

## Risultati

### Andata
| Roma 19 giugno 1960                            | Roma      | 1 – 0 (1–0) | Young Boys | Stadio Olimpico |
| \| \| \| \| \| Selmosson 3’ \| Marcatori \| \| |           |             |            |                 |
|                                                |           |             |            |                 |
| Selmosson 3’                                   | Marcatori |             |            |                 |

| Arbitro: | Keller |

|  |           |                                 |
|  | Marcatori | 24’ (rig.) Sommerlatt 32’ Favre |

| Arbitro: | Baumberger |

|                                     |           |                |
| Nicoletti 13’ Corso 70’ Tinazzi 85’ | Marcatori | 32’ Zimmermann |

| Arbitro: | Guinnard |

|                                                     |           |           |
| Susan 6’ Ghersetich 51’, 88’ Fanello 71’ Florio 79’ | Marcatori | 68’ Brühl |

| Arbitro: | Orlandini |

|                          |           |               |
| Moser 33’, 86’ Hänzi 77’ | Marcatori | 68’ Beltrandi |

| Arbitro: | Rebuffo |

|  |           |                        |
|  | Marcatori | 71’ Macor 87’ Compagno |

| Arbitro: | Ferrari |

|                                        |           |                                |
| Gutendorf 16’, 19’ Moscatelli 28’, 62’ | Marcatori | 43’, 63’ Taccola 61’ Fortunato |

| Arbitro: | Grignani |

|  |           |                          |
|  | Marcatori | 40’ Vernazza 55’ Greatti |

### Ritorno
| Berna 26 giugno 1960                                                         | Young Boys | 2 – 2 (1–1)      | Roma | Wankdorfstadion |
| \| \| \| \| \| Allemann 8’ Schneiter 86’ \| Marcatori \| 20’, 54’ Pestrin \| |            |                  |      |                 |
|                                                                              |            |                  |      |                 |
| Allemann 8’ Schneiter 86’                                                    | Marcatori  | 20’, 54’ Pestrin |      |                 |

| Arbitro: | Righi |

|                                     |           |             |
| Favre 24’ Sommerlatt 26’ Morand 73’ | Marcatori | 49’ Moriggi |

| Arbitro: | Annoscia |

|                |           |               |
| Zimmermann 22’ | Marcatori | 84’ Basiliani |

| San Gallo 26 giugno 1960 | Brühl | 0 – 0 (0–0) | Catanzaro | Paul-Grüninger-Stadion |

| Arbitro: | Huber |

|                                                 |           |                            |
| Di Mauro 7’ Di Giacomo 20’ Schiavone 78’ (rig.) | Marcatori | 40’, 68’ Hänzi 45’ Stäuble |

| Arbitro: | Schnicker |

|                                                                    |           |                         |
| Buzzin 7’ Caceffo 17’, 43’ Macor 20’, 23’ Morelli 27’ Ferretti 37’ | Marcatori | 46’ Bonguard 86’ Renfer |

| Trieste 26 giugno 1960                                         | Triestina | 2 – 1 (1–1) | Lucerna | Stadio Giuseppe Grezar |
| \| \| \| \| \| Taccola 16’, 76’ \| Marcatori \| 15’ Lüscher \| |           |             |         |                        |
|                                                                |           |             |         |                        |
| Taccola 16’, 76’                                               | Marcatori | 15’ Lüscher |         |                        |

| Arbitro: | Mellet |

|                          |           |                    |
| Greatti 1’ Sacchella 32’ | Marcatori | 70’, 84’ Brizzi II |

## Classifica

La Coppa delle Alpi.

| Squadra            | Pt | G  | V | N | P | GF | GS | DR  |
| ------------------ | -- | -- | - | - | - | -- | -- | --- |
| Italia (8 squadre) | 19 | 16 | 7 | 5 | 4 | 35 | 25 | +10 |
| Svizzera           | 13 | 16 | 4 | 5 | 7 | 25 | 35 | -10 |